# Menesia transversevittata
Menesia transversevittata là một loài bọ cánh cứng trong họ Cerambycidae.